# 乔瓦尼·加利
乔瓦尼·加利（義大利語：Giovanni Galli，1958年4月29日—），意大利男子足球运动员，场上位置是守门员。他曾代表意大利国家队参加1982年和1986年国际足联世界杯，其中1982年世界杯获得冠军。